# Робърт Гийом
Робърт Питър Уилямс (на английски: Robert Peter Williams), по-известен с професионалния си псевдоним Робърт Гийом (на английски: Robert Guillaume; * 30 ноември 1927, † 24 октомври 2017 г.) е американски актьор, известен с ролите си на Айзък Джафи в сериала „Спортна вечер“ и Бенсън Дюбоа в ситкома „Сапунка“ и неговия спиноф „Бенсън“, както и като гласа на мандрила Рафики в „Цар лъв“, „Цар Лъв 2: Гордостта на Симба“, „Цар Лъв 3: Хакуна матата“ и сериала „Тимон и Пумба“.
За ролята си на Бенсън печели по една награда Еми за сериалите „Сапунка“ и „Бенсън“ съответно през 1979 и 1985 г. Печели и награда Грами през 1995 г. за изчитането на аудиокнигата, базирана на филма „Цар лъв“.